# Конный (Волгоградская область)
Конный — железнодорожный разъезд (населённый пункт) в Городищенском районе Волгоградской области России. Входит в состав Самофаловского сельского поселения.

## География
Населённый пункт находится в южной части Волгоградской области, в степной зоне, на расстоянии примерно 6 километров (по прямой) к северо-западу от посёлка Городище, административного центра района. Абсолютная высота — 150 метров над уровнем моря.
Часовой пояс
Железнодорожный разъезд Конный, как и вся Волгоградская область, находится в часовой зоне МСК (московское время). Смещение применяемого времени относительно UTC составляет +3:00.

## Население
| 2010 |
| ---- |
| 16   |

Гендерный состав
По данным Всероссийской переписи населения 2010 года в гендерной структуре населения мужчины составляли 50 %, женщины — соответственно также 50 %.
Национальный состав
Согласно результатам переписи 2002 года, в национальной структуре населения русские составляли 87 %.